# Lista de municípios de San Luis Potosí
O estado de San Luis Potosí está constituido por 58 municipios:
1. Ahualulco
2. Alaquines
3. Aquismón
4. Armadillo
5. Cárdenas
6. Catorce
7. Cedral
8. Cerritos
9. Cerro de San Pedro
10. Ciudad del Maíz
11. Ciudad Fernández
12. Tancanhuitz de Santos
13. Ciudad Valles
14. Coxcatlán
15. Charcas
16. Ébano
17. Guadalcázar
18. Huehuetlán
19. Lagunillas
20. Matehuala
21. Mexquitic de Carmona
22. Moctezuma
23. Rayón
24. Ríoverde
25. Salinas
26. San Antonio
27. San Ciro de Acosta
28. San Luis Potosí (capital)
29. San Martín Chalchicuautla
30. San Nicolás Tolentino
31. Santa Catarina
32. Santa María del Río
33. Santo Domingo
34. San Vicente Tancuayalab
35. Soledad de Graciano Sánchez
36. Tamasopo
37. Tamazunchale
38. Tampacán
39. Tampamolón Corona
40. Tamuín
41. Tanlajás
42. Tanquián de Escobedo
43. Tierra Nueva
44. Vanegas
45. Venado
46. Villa de Arriaga
47. Villa de Guadalupe
48. Villa de la Paz
49. Villa de Ramos
50. Villa de Reyes
51. Villa Hidalgo
52. Villa Juárez
53. Axtla de Terrazas
54. Xilitla
55. Zaragoza
56. Villa de Arista
57. Matlapa
58. El Naranjo